# Siiri Nordin

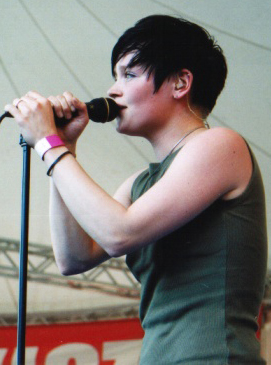
Siiri Nordin 2002 mit Killer in Turku

Siiri Nordin (* 15. Oktober 1980 in Helsinki) ist eine finnische Rock- und Popmusikerin.

## Karriere
Nordin wurde in der Öffentlichkeit als Sängerin der finnischen Band Killer, die sich 2005 aufgelöst hat, bekannt.
Im Jahr 2003 nahm die Sängerin den Radiohit „Sydämeni osuman sai“ (ein Cover des Klassikers „Something’s gotten hold of my heart“ von Gene Pitney) für den Soundtrack des Films „Helmiä ja sikoja“ auf.
Im Mai 2006 veröffentlichte Nordin ihr erstes Soloalbum „Me Too“. Der Nachfolger „Lyö Tahtia“ (dt. Schlag den Takt) wurde im März 2008 veröffentlicht und die Single „Viimeinen Palanen“ aus dem Album wurde das erste Mal bereits im November 2007 auf dem Radiosender YleX gespielt.
Nordin war unter anderem in der Unterhaltungsserie Tabu als Schauspielerin aktiv.
Im Herbst 2004 ließen Nordin und ihre Freundin Mirja ihre Partnerschaft eintragen, diese endete jedoch 2007. Siiri Nordins Eltern sind der Bildhauer Antti Nordin und die Bühnenbildnerin Metti Nordin. Nordins Bruder Reino ist Schauspieler und die Künstlerin Outi Heiskanen ist ihre Großmutter.

## Diskographie

### Alben
- Me Too (2006, Next Big Thing)
- Lyö Tahtia (2008, Emi Finland)

### Singles
- Sydämeni osuman sai (2003)
- Soothe (2006)
- Viimeinen palanen (2007)
- Sano vain (2008)
- Mukula (2008)